# Scott S. Sheppard
Scott S. Sheppard és un astrònom del departament de Magnetisme Terrestre de la Carnegie Institution for Science.
Començant com a estudiant graduat a l'Institut d'Astronomia de la Universitat de Hawaii, se l'acredita amb el descobriment de molts satèl·lits petits de Júpiter, Saturn, Urà i Neptú. També va descobrir el segon troià de Neptú, 2004 UP10, així com diversos objectes del cinturó de Kuiper, centaures i asteroides propers a la Terra.